# Дисульфид железа(II)
Дисульфид железа(II) (дисульфид(2−) железа(II)) — бинарное неорганическое соединение железа и серы с формулой FeS2, светло-жёлтые или тёмно-жёлтые кристаллы, нерастворимые в воде.

## Получение
- В природе распространены минералы марказит — α-FeS2 и пирит — β-FeS2.
- Нагревание порошкообразного железа с серой:

{\displaystyle {\mathsf {Fe+2S\ {\xrightarrow {T}}\ FeS_{2}}}}
- Пропускание сероводорода через суспензию гидроксида железа(III):

{\displaystyle {\mathsf {2Fe(OH)_{3}+3H_{2}S\ {\xrightarrow {}}\ FeS_{2}+FeS+6H_{2}O}}}

## Физические свойства
Дисульфид железа(II), α-форма образует светло-жёлтые кристаллы ромбической сингонии, пространственная группа P nnm, параметры ячейки a = 0,4434 нм, b = 0,5420 нм, c = 0,3385 нм, Z = 2.
При температуре 365 °C

(по другим данным при 444,5°С )
происходит переход в β-форму — тёмно-жёлтые кристаллы кубической сингонии, пространственная группа P a3, параметр ячейки a = 0,5418 нм, Z = 4.
Не растворяется в воде, р ПР = 26,27.

## Химические свойства
- Разлагается при нагревании:

{\displaystyle {\mathsf {FeS_{2}\ {\xrightarrow {1170^{o}C}}\ FeS+S}}}
- Реагирует с горячими концентрированными кислотами-окислителями:

{\displaystyle {\mathsf {2FeS_{2}+14H_{2}SO_{4}\ {\xrightarrow {100^{o}C}}\ Fe_{2}(SO_{4})_{3}+15SO_{2}\uparrow +14H_{2}O}}}
{\displaystyle {\mathsf {FeS_{2}+18HNO_{3}\ {\xrightarrow {100^{o}C}}\ Fe(NO_{3})_{3}+2H_{2}SO_{4}+15NO_{2}\uparrow +7H_{2}O}}}
- Окисляется при прокаливании на воздухе:

{\displaystyle {\mathsf {4FeS_{2}+11O_{2}\ {\xrightarrow {800^{o}C}}\ 2Fe_{2}O_{3}+8SO_{2}}}}

## Применение
- Сырьё для получения железа, серы и их соединений.
- В местах зарождения пирита часто находят золото